# Fermín Tangüis
Fermín Tangüis (San Juan, 29 de marzo de 1851 - Lima, 24 de agosto de 1932) fue un hombre de negocios puertorriqueño, agricultor y científico que desarrolló la semilla que finalmente produciría el «algodón Tangüis» en Perú y salvaría la industria algodonera de esa nación.

## Biografía
Su padre, Enrique Tangüis, era francés y su madre, Justa Uncalera, puertoriqueňa. Tangüis fue a trabajar a Lima, Perú, como contador comercial. En 1889 decidió dedicarse a la agricultura en el Valle de Pisco cultivando el algodón.
A fines del siglo observó que las matas de algodón morían por efectos de un hongo llamado Cotton Wilt. La enfermedad se extendió por todos los sembríos de algodón provocando que los agricultores de la zona abandonaran esta actividad. Tangüis inició un estudio y la experimentación de nuevas especies resistentes a la plaga.
Después de 10 años de investigaciones logró una especie de algodón resistente, y obsequió a los agricultores del valle semillas de estas plantas resistentes.

“pasó por la hacienda Zárate, de propiedad del señor Julio Barrenechea, y vio con gran asombro una planta que vegetaba lozana y que era completamente distinta del Egipto: tenía fibra larga era muy blanca, de gran colchón y de brote belloso. Determinó entonces seleccionar esta clase que parecía reunir buenas condiciones, se echó al bolsillo diez bellotas, junto con algunas otras clases de algodón que encontró en el mismo campo. Determinó el porcentaje de fibra, dándole el 45 %. Como se ve era un porcentaje elevadísimo. Vio que las semillas eran chicas y con algunas rayitas de pelusa que corrían a lo largo de la semilla”.
Federico Uranga

Continuó con sus experimentos hasta que el séptimo año pudo sembrar mayor cantidad del algodón que había finalmente seleccionado. El nuevo algodón “especial”, como lo llamaba su creador, fue bautizado algodón Tangüis, a insistencia de los agricultores Coloma y Graham Rowe, a pesar de la oposición del propio Tangüis. Se trataba de una variedad que no sólo resistía el hongo Cotton Wilt, sino que superaba al Egipto y al Mitafifi en producción unitaria; además, su fibra larga y gruesa tuvo gran demanda en hilanderías, ya que no se rompía y era fácil de ser manufacturada. Por último, su cultivo requería poca agua y era muy rústico, por lo que podía ser sembrado en lugares que antes no se consideraban aptos para el algodón. Su algodón “especial” se difundió rápidamente por los valles de la costa, contribuyendo a un nuevo auge algodonero.
Murió el 24 de agosto de 1930 y sus restos descansan en el cementerio Presbítero Maestro de Lima.

## Algodón Tangüis
Tangüis comenzó a estudiar algunas especies de la planta que fueron afectadas por la enfermedad en menor medida y experimentó en la Germinación con las semillas de varias plantas de algodón. En 1911, después de 10 años de experimentación y fracasos, Tangüis pudo desarrollar una semilla que produjo una planta de algodón superior resistente a la enfermedad. Las semillas produjeron una planta que tenía una fibra 40% más larga (entre 29 mm y 33 mm) y más gruesa que no se rompía fácilmente y requirió poca agua. El Algodón cultivado en el Perú (algodón egipcio) antes de la plaga del hongo se cosechaba sólo una vez al año; El algodón Tangüis se cosecha seis veces al año. Este tipo de fibra mostró una mejor resistencia y rendimiento que otras fibras.
Tangüis compartió sus nuevas semillas con los otros cultivadores de algodón, quienes nombraron la planta que producía algodón Tangüis. El algodón Tangüis crece en el valle de Cañete (al sur de Lima) y en la Costa Central del Perú. El éxito del algodón Tangüis, que también se conoce en el Perú como "Oro Blanco", salvó la industria algodonera de esa nación. En 1918, el Perú comenzó a exportar la variedad de algodón Tangüis, que junto con la exportación de azúcar, permitió que el gobierno del Perú cubriera su presupuesto nacional. Se considera altamente apreciado a nivel mundial y se enumera en el intercambio del algodón de Liverpool en el Reino Unido. En 1997, el algodón Tangüis, la variedad preferida por la industria textil nacional peruana, constituía el 75 por ciento de toda la producción peruana de algodón, tanto para uso doméstico como para la exportación de prendas de vestir. La cosecha de algodón de Tangüis se estimó en 225.000 fardos ese año.

## Homenajes
En Lima hay una estatua de Tangüis a caballo en el Parque de la Reserva, de cuyo boceto se encargó Manuel Piqueras Cotolí, y que fue realizado más tarde por su discípulo Ismael Pozo Velit.
Llevan su nombre un colegio en el distrito de San Juan de Miraflores, y otro de la urbanización Los Tallanes, en Piura. Así como una calle en la urbanización Los Granados, distrito y provincia de Trujillo, en La Libertad.